# Furmecyclox
Furmecyclox ist eine chemische Verbindung aus der Gruppe der Furane und Carbonsäureamide. Es wurde als fungizider Wirkstoff in Pflanzenschutzmitteln (Campogran) und Holzschutzmitteln verwendet. Ab 1980 wurde Pentachlorphenol (PCP) durch das weniger giftige Holzschutzmittel Xyligen B mit Furmecyclox als Wirkstoff ersetzt, bis auch dieses 1988 verboten wurde.

## Gewinnung und Darstellung
Furmecyclox wird in einer mehrstufigen Reaktion dargestellt. Zuerst reagieren Acetessigsäure und Acetyloxypropanal miteinander zu 2,5-Dimethylfuran-3-carbonsäure, welches mit Thionylchlorid reagiert. Das Zwischenprodukt reagiert weiter mit N-Cyclohexylhydroxylamin und Dimethylsulfat zum Endprodukt.

## Zulassung
Der Wirkstoff Furmecyclox ist in der Europäischen Union nicht für die Verwendung in Pflanzenschutzmitteln zugelassen.
In Deutschland, Österreich und der Schweiz ist Furmecyclox in keinem zugelassenen Pflanzenschutzmittel enthalten.